# Svorkmo
Svorkmo is een plaats in de Noorse gemeente Orkland, provincie Trøndelag. Svorkmo telt 264 inwoners (2007) en heeft een oppervlakte van 0,52 km².